# 說老婆的壞話
《說老婆的壞話》 （カミさんの悪口）是日本TBS電視台製播。於台灣華視播出時，劇名譯為「男人真命苦」。讲述了一位很爱他太太的男士，由于在日本社会和公司的面子，不得不在朋友、上司面前说老婆的坏话；从而发生了一系列的故事。

## 概要
年屆不惑的小泉夫婦由於膝下無子，因此兩人間無傷大雅的吵架便成了他們的生活樂趣。《說老婆的壞話》此劇的內容便是圍繞著這對喜感夫婦來發展。

## 主要登場人物
- 小泉肇 - 田村正和

公司開發本部本部長，常替修二郎掩護圓場，雖然常與由起子吵架力，內心卻十分愛老婆。
- 由起子 - 篠廣子

肇之妻，十八年前與肇兩人私訂終身。平常在家打理家務，養貓（阿噗桑）為寵物。
- 茂木修二郎 - 橋爪功

公司常務董事，因與公司老闆女兒結婚才有今日職位，因此十分懼內，與笑有不倫之戀。
- 片桐安男 - 角野卓造

公司董事秘書，對於小道消息十分靈通。
- 大場笑 - 松本明子

原是在尼崎作美髮的工作，而到東京來找修二郎，暫時借住在小泉家。
- 茂木 - 冈本丽

## 播放資料
第1部
導演：鴨下信一SHINICHI KAMOSHITA、清弘誠 MAKOTO KIYOHIRO
播出日期：1993年10月17日 日本
国家/地区： 日本
类型： 剧情
对白语言： 日语
发行公司： TBS电视台
画面颜色：彩色
集数： 11 集
腳本：山元清多
原作：松村友視
音樂：若草惠
主題曲：春夏秋冬・朝晝夜/ChicaBoom
製作人：八木康夫

第2部
導演：	清弘誠、鴨下信一、桑波田景信
首播日期：1995年1月8日 日本
国家/地区：日本
类型：剧情
对白语言：日语
发行公司：TBS电视台
集数： 12 集
製作人：八木康夫、磯山晶

## 名言
- 壞人可怕，老婆比壞人更可怕！
- 說老婆壞話是愛老婆的表現！